# Красно-синий цветной флейтист
Красно-синий цветной флейтист (лат. Ptilorrhoa castanonota) — вид птиц семейства флейтистовых. Выделяют 7 подвидов.
Эндемик Новой Гвинеи. Распространён в предгорье. Живёт в тропических дождевых лесах на высоте от 300 до 1450 м над уровнем моря.
Мелкая птица длиной 22—24 см, весом 70—74 г. Это птицы с крепким, но стройным телосложением, с округлой головой, тонким клювом со слегка изогнутым кончиком, закруглёнными крыльями, крепкими и вытянутыми ногами и длинным хвостом с закруглённым концом. Верхняя часть тела коричневой окраски. Нижняя часть тела, края крыльев и хвоста синие. Щёки, горло и верхняя часть груди белые, отделённые чёрной полосой, которая на глазах образует маску. Над маской проходит белая надбровная полоса. Клюв и ноги черноватые, глаза янтарно-жёлтые.
Активен днём. Держится в одиночку или парами. Большую часть дня проводит на земле или среди низких ветвей кустов, где ищет пищу. Питается насекомыми и мелкими беспозвоночными. Данных о репродуктивном поведении мало.